# Castelo de Estômbar
O Castelo de Estômbar, também denominado como Abenabece, é estrutura militar em ruínas, situada na vila de Estômbar, no Município de Lagoa, na região do Algarve, em Portugal.

## Descrição e história
Consistia numa fortificação construída em taipa, formando uma planta poligonal. O conjunto das muralhas desapareceu quase totalmente, tendo sobrado apenas os vestígios de uma torre, de planta quadrada, e dos arranques das muralhas que partiam dela. A torre media cerca de cinco metros de lado, e era igualmente em taipa, com alicerces e cunhais em pedra. Esta configuração é semelhante à das torres no lanço setentrional das muralhas de Silves. Estas ruínas situam-se na área mais elevada da vila, nas imediações do largo Dr. José Lapa Fernandes Manuel.
O castelo foi provavelmente construído no século XI, durante o período de domínio muçulmano sobre a Península Ibérica. Estômbar situa-se nas imediações do Rio Arade, que no período muçulmano era navegável, constituindo um importante corredor de passagem entre o litoral e o interior, principalmente a cidade Silves, que era a capital da região islâmica. Muito perto de Estômbar, no local da moderna aldeia da Mexilhoeira da Carregação, situava-se um porto no Rio Arade. Além disso, Estômbar era um importante centro produtor de sal.
Segundo o investigador Christophe Picard, o castelo de Estômbar faria parte de um conjunto de fortificações muçulmanas ao longo da costa algarvia, em conjunto com os de Alvor, Portimão e Albufeira. Foi reconquistado pela primeira vez em 1191, durante o reinado de D. Sancho I.
Em 1995 foi alvo de levantamento arqueológico.